# Siège de Tarragone (1811)
Pour les articles homonymes, voir Siège de Tarragone.
Batailles
- Valls (1re)
- 2e Molins de Rei (03-1809) (ca)
- Gérone
- Alcañiz
- María-Belchite
- Mollet
- Vich
- Villafranca (2e)
- Lérida
- Mequinenza
- La Bisbal
- Tortose
- Valls (2e)
- Tarragone (1er)
- Montserrat
- Sagonte
- Valence
- Castalla (1er)
- Castalla (2e)
- Tarragone (2e)
- Ordal

Le siège de Tarragone oppose les Français commandés par le maréchal Suchet aux Espagnols sous les ordres du général Senen de Contreras (de), gouverneur militaire de la ville. Le siège débute le 4 mai 1811. La prise de Tarragone a lieu le 28 juin 1811.
Ayant obtenu la reddition de Tortose après six jours de siège, Suchet remonte vers le nord pour assiéger une des dernières places fortes encore aux mains des Espagnols en Catalogne et investit Tarragone le 4 mai 1811. Au bout de cinquante-cinq jours de siège, la ville fut prise d'assaut le 28 juin 1811.

## Entrée dans la Basse Ville

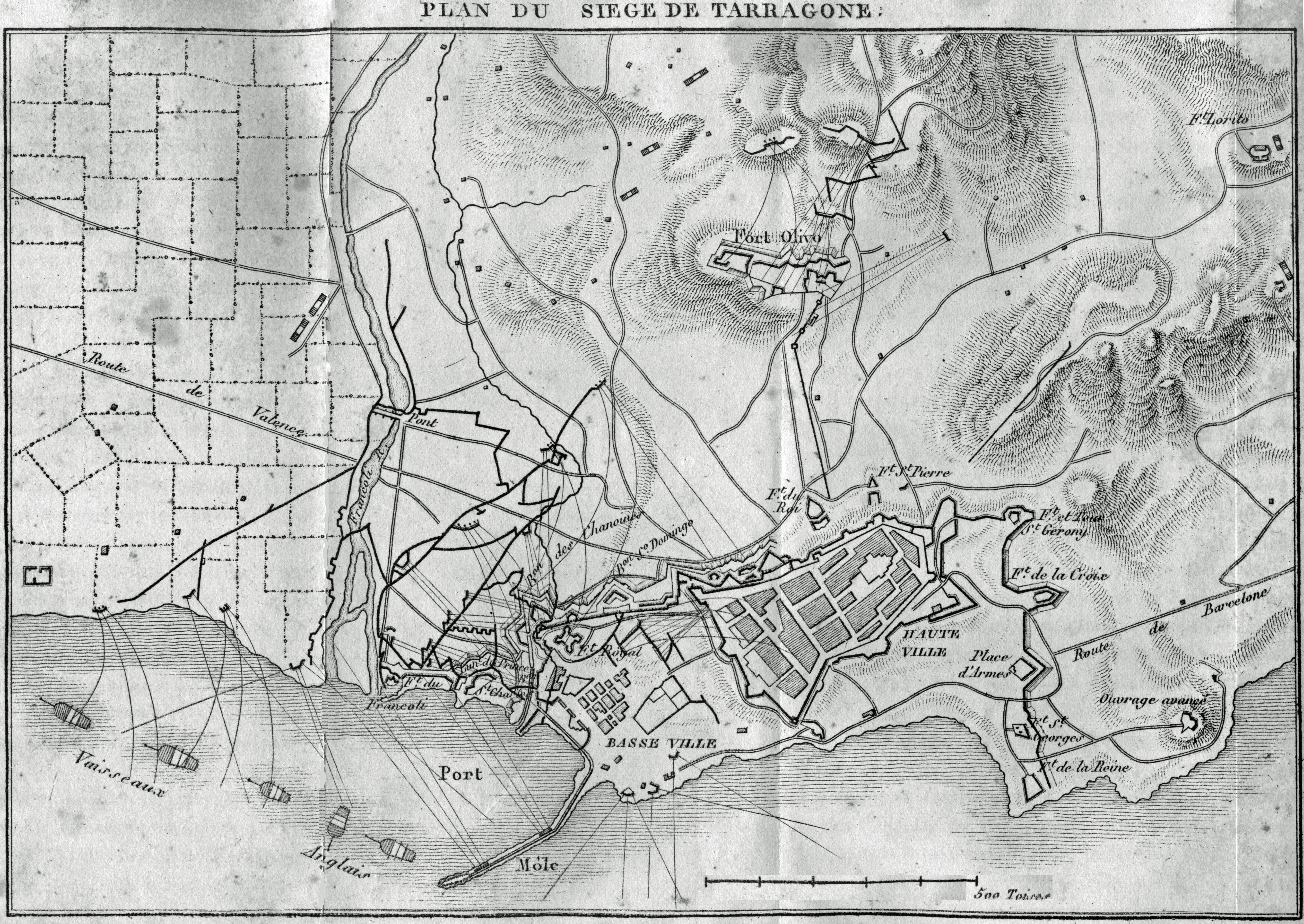
Un plan du siège de la ville de Tarragone.

Le chef de bataillon polonais Fondzelski, et les colonels Bouvier et Bourgeois, se sont illustrés lors de l'attaque rapide de la Ville Basse pour s'emparer de Tarragone. Les colonnes de Fonzelski, Bouvier et Bourgeois ont conquis le bastion des Chanoine, le bastion Saint-Charles et le Fort Royal (voir sur carte ci-contre face au port) en une heure.

## Résultats
Une source donne des pertes de côté français s'élevant à 4 300 tués ou blessés pour une armée de 21 634 hommes, y compris le général de division Jean-Baptiste Salme tombé au champ d'honneur le 27 mai. Les pertes espagnoles s'élèvent entre 14 000 et 15 000 personnes qui se répartissent entre 8 000 qui ont été capturées et le reste tué, blessé, ou mort de maladie. Durant le massacre précédant l'assaut final, les assaillants français ont massacré de nombreux civils dont 450 femmes et enfants. Une seconde source affirme que le total des pertes espagnoles était de 15 000 personnes, dont 7 000 auraient été massacrées. Les pertes françaises étaient de 1 000 tués et 3 000 blessés ou malades.

## Postérité littéraire
La nouvelle d'Honoré de Balzac Les Marana commence avec la prise de Tarragone par les troupes du maréchal Suchet. « Le 8 mai 1811, Tarragone prise d'assaut, Tarragone faisant feu par toutes les croisées, Tarragone violée, les cheveux épars, à demi nue, ses rues flamboyantes inondées de soldats français tués ou tuant.»